# Eucheilota diademata
Eucheilota diademata is een hydroïdpoliep uit de familie Lovenellidae. De poliep komt uit het geslacht Eucheilota. Eucheilota diademata werd in 1959 voor het eerst wetenschappelijk beschreven door Kramp. 